# Норвуд (Нью-Йорк)
Норвуд (англ. Norwood) — селище (англ. village) в США, в окрузі Сент-Лоуренс штату Нью-Йорк. Населення — 1552 особи (2020).

## Географія
Норвуд розташований за координатами 44°44′54″ пн. ш. 74°59′48″ зх. д. / 44.74833° пн. ш. 74.99667° зх. д. (44.748300, -74.996674).  За даними Бюро перепису населення США в 2010 році селище мало площу 5,86 км², з яких 5,43 км² — суходіл та 0,44 км² — водойми.

## Демографія
Згідно з переписом 2010 року, у селищі мешкало 1657 осіб у 695 домогосподарствах у складі 423 родин. Густота населення становила 283 особи/км².  Було 759 помешкань (129/км²).
Расовий склад населення:
| - 96,1 % — білих - 0,7 % — азіатів - 0,5 % — корінних американців - 0,3 % — чорних або афроамериканців - 0,1 % — вихідців з тихоокеанських островів |

До двох чи більше рас належало 2,2 %. Частка іспаномовних становила 1,1 % від усіх жителів.
За віковим діапазоном населення розподілялося таким чином: 21,7 % — особи молодші 18 років, 62,1 % — особи у віці 18—64 років, 16,2 % — особи у віці 65 років та старші. Медіана віку мешканця становила 41,9 року. На 100 осіб жіночої статі у селищі припадало 97,0 чоловіків;  на 100 жінок у віці від 18 років та старших — 96,1 чоловіків також старших 18 років.
Середній дохід на одне домашнє господарство  становив 49 617 доларів США (медіана — 41 734), а середній дохід на одну сім'ю — 60 181 долар (медіана — 55 921). Медіана доходів становила 41 667 доларів для чоловіків та 38 355 доларів для жінок. За межею бідності перебувало 19,5 % осіб, у тому числі 26,5 % дітей у віці до 18 років та 13,5 % осіб у віці 65 років та старших.
Цивільне працевлаштоване населення становило 723 особи. Основні галузі зайнятості: освіта, охорона здоров'я та соціальна допомога — 40,0 %, мистецтво, розваги та відпочинок — 10,2 %, роздрібна торгівля — 9,7 %.